# Tianzhenosaurus

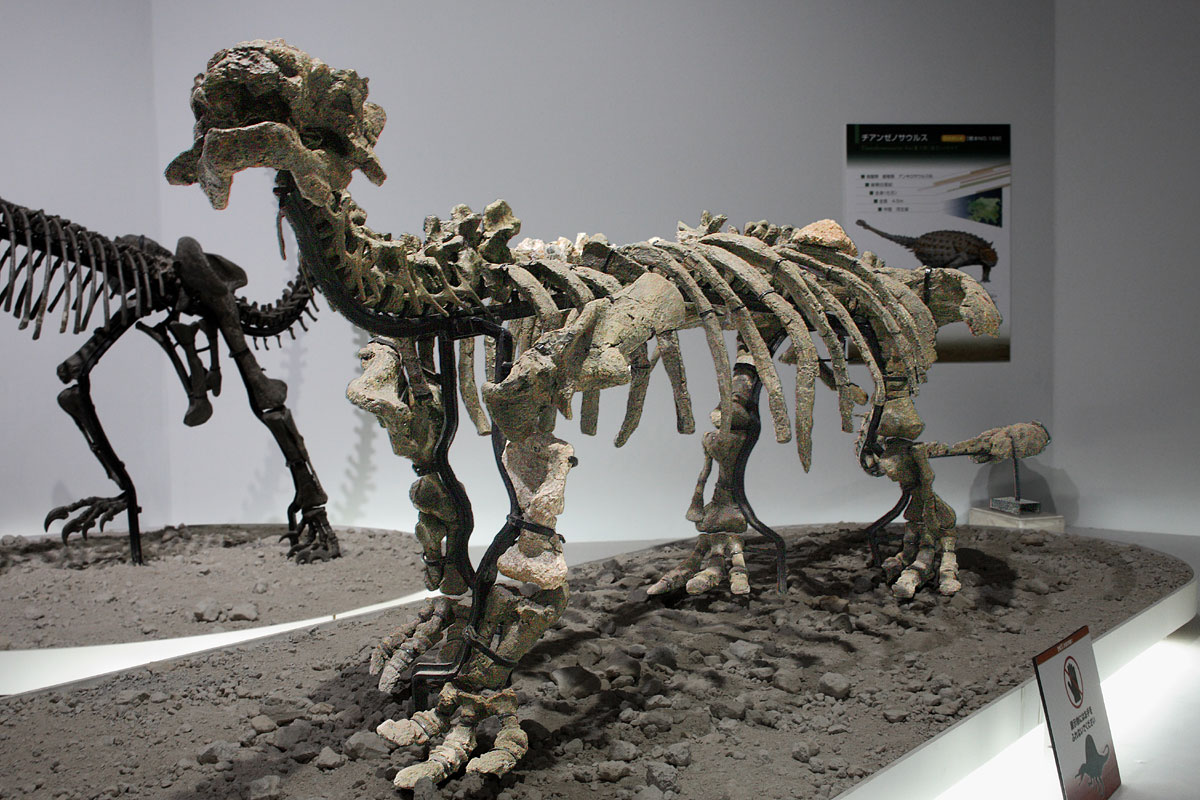
Het opgestelde skelet van Tianzhenosaurus youngi

Tianzhenosaurus is een plantenetende ornithischische dinosauriër, behorend tot de Ankylosauria, die tijdens het late Krijt leefde in het gebied van het huidige China. Twee soorten zijn in het geslacht benoemd: Tianzhenosaurus youngi en Tianzhenosaurus chengi.
In 1983 groeven Pang Qiqing en Cheng Zhengwu op de Kangdailiang bij Zhaojiagou in de prefectuur Tianzhen in Shanxi het skelet op van een ankylosauriër.

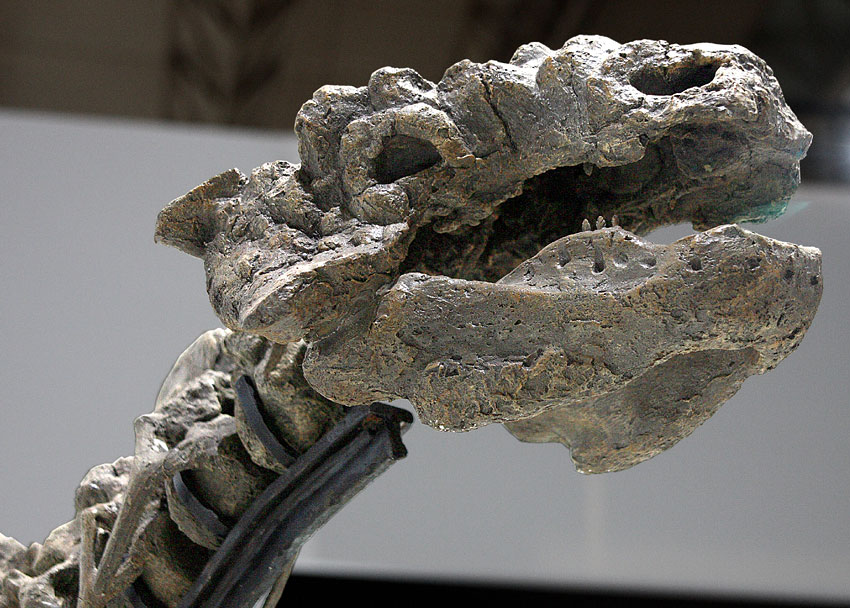
De schedel met de opvallende ring rond het oog

In 1998 benoemden en beschreven Pang en Cheng de typesoort Tianzhenosaurus youngi. De geslachtsnaam verwijst naar Tianzhen. De soortaanduiding eert Yang Zhongjian.
Het holotype, HBV-10001, is gevonden in een laag van de bovenste Huiquanpuformatie die dateert uit het Campanien. Het bestaat uit een bijna volledige schedel. Daarnaast zijn twee specimina aangewezen als paratypen: HBV-10002, een rechteronderkaak, en HBV-10003, een bijna volledig skelet zonder schedel. Dit postcraniaal skelet werd slechts zeer kort beschreven.
In 2014 stelde Victoria Megan Arbour dat Tianzhenosaurus identiek was aan de op veel fragmentarischer resten gebaseerde Shanxia uit dezelfde formatie. Dit was al veel eerder vermoed. Beide namen werden afgaande op het maandnummer in juni 1998 gepubliceerd maar aangezien het blad waarin het artikel over Tianzhenosaurus verscheen net iets eerder gedrukt werd, vlak voor 1 juni 1998, heeft deze naam prioriteit en is Shanxia het jongere synoniem. Arbour stelde echter ook dat Tianzhenosaurus een jonger synoniem is van Saichania uit Mongolië. Dit is een veel gewaagdere stelling en ze dorst die alleen onder voorbehoud aan, dat een gedetailleerde beschrijving van de postcrania van Tianzhenosaurus geen verschillen zou aantonen met die van Saichania welke een uniek gevormd opperarmbeen en voorste halsberg heeft. In de schedel wist ze alleen dit verschil te ontdekken dat Tianzhenosaurus een opvallende ring van ornamenten heeft rond de oogkas maar dat kenmerk zou bij ankylosauriërs individueel nogal variabel zijn.
In 2024 werd een tweede soort benoemd: Tianzhenosaurus chengi Pang, Li & Guo gebaseerd op het holotype, HBV-10004 (een schedel) en het paratype HBV-10005 (een bijna volledig skelet), beide uit dezelfde formatie als het genoholotype.
Pang & Cheng plaatsten Tianzhenosaurus in de Ankylosauridae.